# Rockford (Tennessee)
Rockford – miasto w Stanach Zjednoczonych, w stanie Tennessee, w hrabstwie Blount.